# هاينريش تكي
هاينريش تكي (بالإنجليزية: Heinrich Wuttke)‏ (و. 1818 – 1876 م) هو مؤرخ، وأستاذ جامعي من سيليزيا، والإمبراطورية الألمانية، توفي في لايبزيغ، عن عمر يناهز 58 عاماً.

## مناصب
تولى منصب عضو برلمان فرانكفورت.

## التعليم
تعلم في جامعة فروتسواف.